# Mirano
Mirano (velenceiül Miràn) település Olaszországban, Veneto régióban, Velence megyében. Lakosainak száma 27 091 fő (2023. január 1.). Mirano Mira, Noale, Salzano, Spinea, Martellago, Pianiga és Santa Maria di Sala községekkel határos.

## Népesség
A település népességének változása:
| Lakosok száma | 27 105 | 27 169 | 27 091 |
|               | 2017   | 2018   | 2023   |

## Híres szülöttjei
- Davide Favaro labdarúgó (* 1984)
- Alberto Frison labdarúgó (* 1988)
- Federica Pellegrini úszó (* 1988)